# تترا هیدروکسی-۱و۴-نقتالندیون-۲و۳و۵و۷
تترا هیدروکسی-۱و۴-نقتالندیون-۲و۳و۵و۷ (به انگلیسی: 2,3,5,7-Tetrahydroxy-1,4-naphthalenedione) با فرمول شیمیایی C۱۰H۶O۶ یک ترکیب شیمیایی با شناسه پاب‌کم ۳۲۴۱۰۱ است. که جرم مولی آن ۲۲۲٫۱۵ g/mol می‌باشد. 